# Kleines Lexikon der Politik
Das Kleine Lexikon der Politik ist ein seit 2001 in der Beck’schen Reihe des Verlags C. H. Beck in München durch die Politikwissenschaftler Dieter Nohlen, Ruprecht-Karls-Universität Heidelberg, und Florian Grotz, Helmut-Schmidt-Universität/Universität der Bundeswehr Hamburg, herausgegebenes politikwissenschaftliches Fachlexikon in Taschenbuch-Format.
Im Oktober 2015 erschien das Lexikon in sechster, überarbeiteter und erweiterter Auflage mit 323 Beiträgen von 160 Autoren auf 799 Seiten. Es bestanden Kooperationen mit der Bundeszentrale für politische Bildung sowie verschiedenen Landeszentralen für politische Bildung, die das Werk als Lizenzausgabe anbieten.
Das Lexikon gilt als Nachfolger des seinerzeit von Dieter Nohlen herausgegebenen Wörterbuchs Staat und Politik, das 1991 und 1995 (zwei Auflagen) beim Piper Verlag erschien. Einen weiteren Bezugspunkt bietet das siebenbändige Lexikon für Politik, erschienen von 1992 bis 1998 beim Verlag C. H. Beck und herausgegeben von Dieter Nohlen und Rainer-Olaf Schultze, Universität Augsburg. Das Kleine Lexikon der Politik versteht sich heute als „Auszug“ dieses Lexikons.
Der Rezensent der Neuen Zürcher Zeitung registrierte 2001 eine „stärkere Berücksichtigung der europäischen Ebene“.

## Ausgabe
- Dieter Nohlen, Florian Grotz (Hrsg.): Kleines Lexikon der Politik (= C. H. Beck Paperback, Band 1418). 6., überarbeitete und erweiterte Auflage, München 2015, ISBN 978-3-406-68106-6.